# Cheiramiona brandbergensis
Cheiramiona brandbergensis är en spindelart som beskrevs av Leon N. Lotz 2005. Cheiramiona brandbergensis ingår i släktet Cheiramiona och familjen sporrspindlar.
Artens utbredningsområde är Namibia. Inga underarter finns listade i Catalogue of Life.